# 이헌구 (1935년)
이헌구(1935년 7월 15일~2000년 8월 18일)는 대한민국의 정치인이다. 제8·9대 대전 서구청장을 지냈다. 대전광역시 동구 출생이다.

## 역대 선거 결과
|  | 9.67% |

|  | 11.88% |

|  | 43.1% |

|  | 61.71% |

|  | 47.55% |

| 관선 마지막 대전 서구청장 박성효 | 제8·9대 대전광역시 서구청장 1995년 7월 1일~2000년 8월 18일 | 후임 (권한대행)배성호 (재보궐)가기산 |